# Matthias A. K. Zimmermann

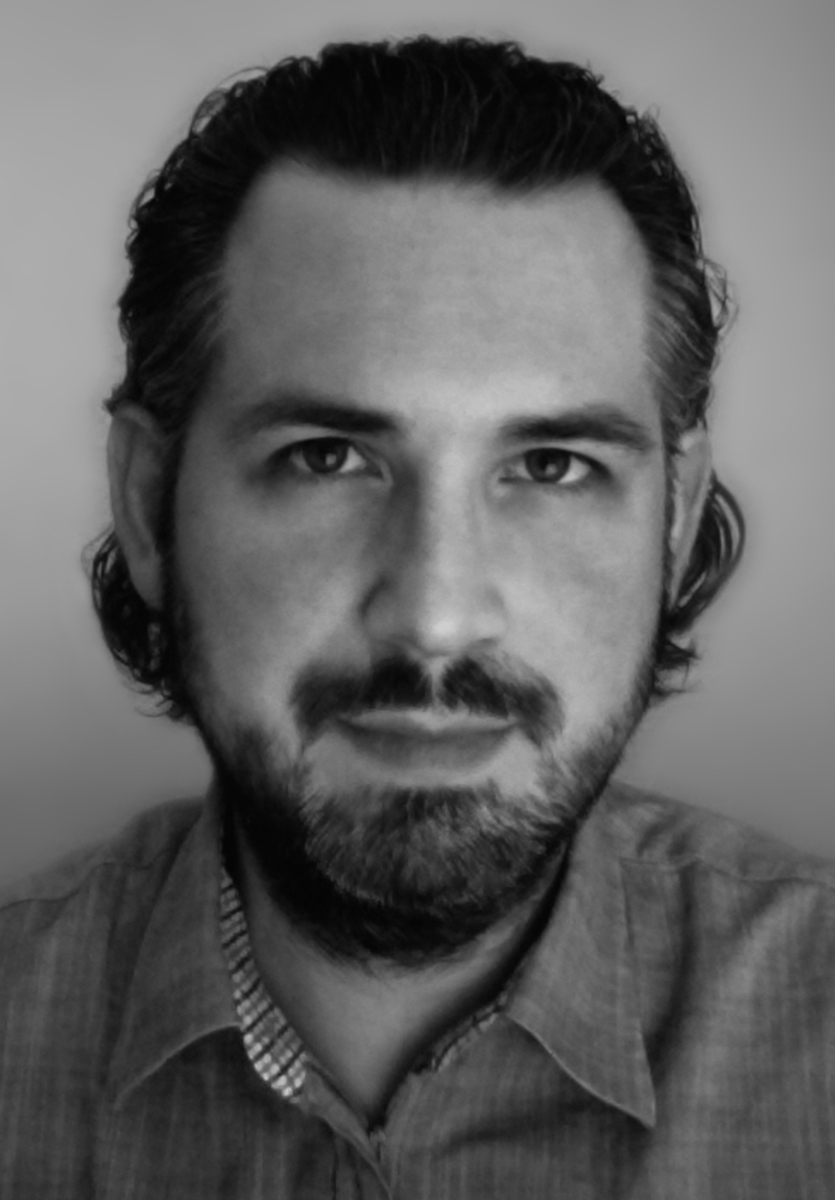
Matthias A. K. Zimmermann (2020)

Matthias Alexander Kristian Zimmermann (* 6. Mai 1981 in Basel) ist ein Schweizer Schriftsteller, Maler und Medienkünstler.

## Leben
Matthias A. K. Zimmermann ist im Kanton Aargau aufgewachsen. Er studierte an der Hochschule der Künste Bern Musik/Komposition, an der Hochschule Luzern Kunst & Vermittlung, an der Zürcher Hochschule der Künste Game Design und Art Education sowie am Eidgenössischen Hochschulinstitut für Berufsbildung Bern Didaktik/Pädagogik. Sein künstlerisches Werk fand eine Rezeption in internationalen Ausstellungen sowie in wissenschaftlichen und essayistischen Texten. Zimmermanns Bilder befinden sich in Sammlungen diverser Museen. 2014 wurde er für den «PHÖNIX Kunstpreis» (Deutschland) nominiert. Sein Debütroman, Kryonium, ist im Kulturverlag Kadmos erschienen.

## Werk

### Werk als Schriftsteller
- KRYONIUM. Die Experimente der Erinnerung. Roman. Kulturverlag Kadmos, Berlin 2019, ISBN 978-3-86599-444-8
- INTOXIKATION. Chemie der Illusionen. Psychothriller. Kulturverlag Kadmos, Berlin 2024, ISBN 978-3-86599-563-6
(Autoren: Matthias A. K. Zimmermann, Kristina Schippling)
- IMITATHYOS. Das unendliche Alphabet. Roman. Edition Modellwelten / BoD GmbH, Norderstedt 2024, ISBN 978-3-8370-6776-7

### Werk als Maler und Medienkünstler

Die gefrorene Stadt, 2006
Acryl auf Leinwand, 160 × 160 cm
Aargauer Kunsthaus

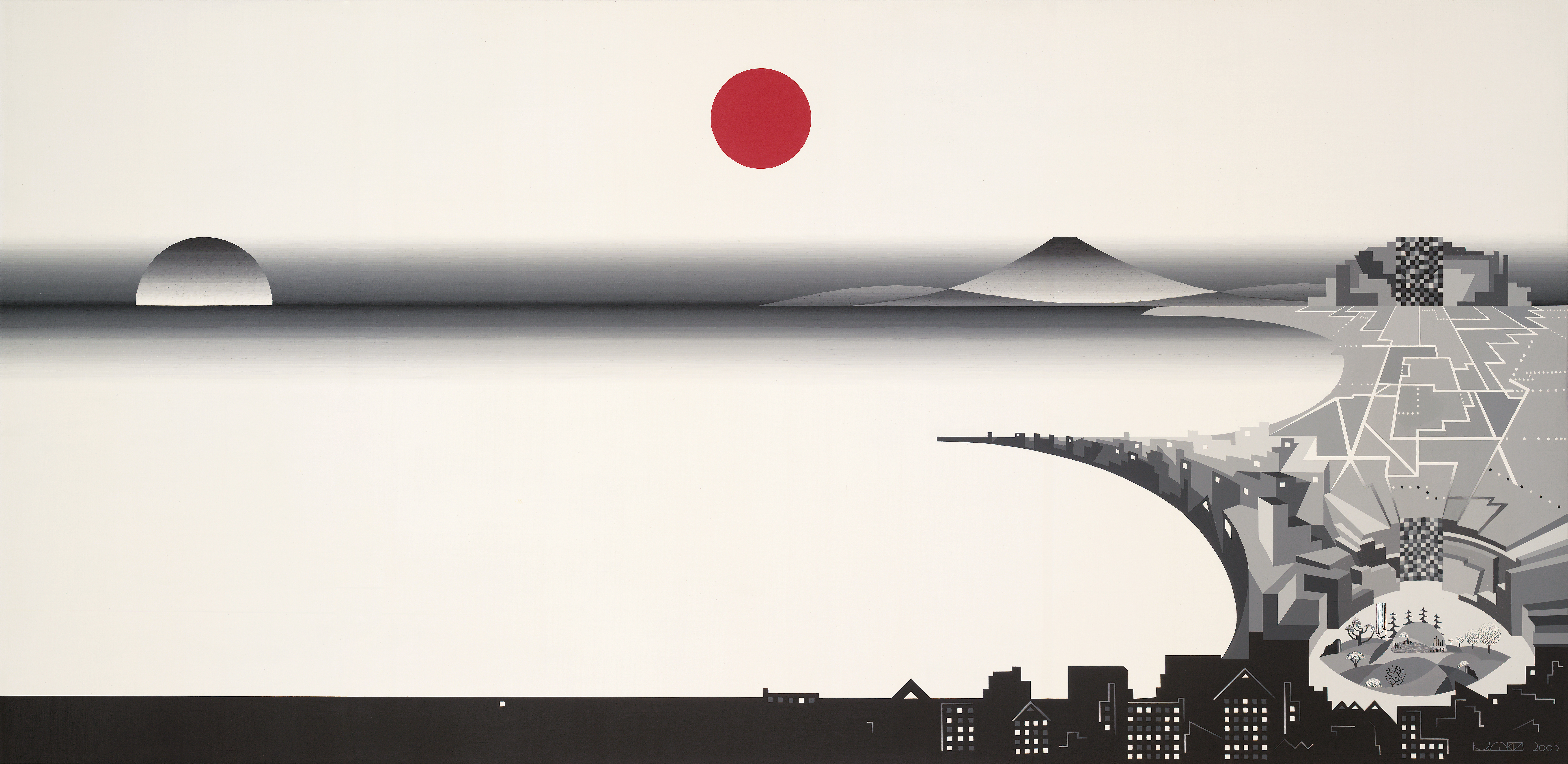
Die vernetzte Stadt, 2005
Acryl auf Leinwand, 100 × 205 cm
Museumsquartier St. Annen

Vier Eingänge am Rande eines Nebelraumes, 2008
Acryl auf Leinwand, 160 × 175 cm
Aargauer Kunsthaus

Die Raummaschine 6, 2013
Diasec, 100 × 280 cm
Computermuseum Kiel

Der Volumenspeicher 5, 2015
Diasec, 100 × 280 cm

Mechanisches Flächenland 5, 2015
Diasec, 100 × 280 cm

#### Inhalt, Konzept und Ausführung
Zimmermanns künstlerische Werke, die er als «Modellwelten» bezeichnet, beinhalten ein Sammelsurium an Bildsprachen, die dem digitalen Raum, dem Vokabular unterschiedlicher Kulturen sowie der Kunst-, Design- und Mediengeschichte entliehen sind. Vorwiegend lassen sich Computerspielelemente, Quellcodes, japanische Gärten, buddhistische Symbolik und Ikonenmalereien aus dem Mittelalter wiederfinden. Die Bildmotive zeigen Landschaften in unterschiedlichem Abstraktionsgrad. Dieser reicht von fotorealistischen, klar erkennbaren Orten bis hin zu räumlichen Entitäten. Die Bildmotive vermitteln heitere wie düstere Atmosphären, die utopische und dystopische Szenarien umschreiben. Die Inszenierung des Bildraums mittels Dingen aus unterschiedlichen Zeiten und Orten veranschaulicht die Gleichzeitigkeit virtueller Distanzauflösung. Die geometrischen Gerüste der Bildinhalte ergeben sich aus verschiedensten Perspektiven und Raumdarstellungen. Jedem Bild liegt ein System zu Grunde, das wie ein Baukasten oder Puzzle aufgebaut ist und das spielerische Konzept der Modularität – das variable Kombinieren, Umformen und immer wieder neu Zusammensetzen – verdeutlicht. Die «Modellwelten» sind als Malereien auf Leinwand entworfen oder am Computer digital konstruiert und als Diasec umgesetzt. Jedem Bild gehen akribische Skizzenstudien voraus, die sich über Monate oder Jahre hinziehen. Zimmermanns Schaffensprozess reflektiert die Schnittstelle des Analogen und Digitalen. Seine Maltechnik adaptiert Ästhetiken von Computerbildern wo hingegen seine digital geschaffenen Bilder sich mehrheitlich auf Motive klassischer Malerei beziehen.

#### Künstlerische Forschung / Artistic Research
Der 2018 erschienene Kunstband Digitale Moderne bespricht Zimmermanns Werk vorwiegend unter dem Aspekt der künstlerischen Forschung. Indem er Elemente der ästhetischen Vermittlung mit denen der Wissensordnung kombiniert, öffnen sich der Kunstrezeption neue erkenntnistheoretische Räume. Die «Modellwelten» bilden eine Topologie durch Raum und Zeit, forschen in der Kunst-, Design- und Mediengeschichte und zeigen technische Zusammenhänge auf. Die Bildserie, Die Raummaschine, schichtet den Bildinhalt in sechs Ebenen auf – Energie, Hardware, Binärcode, 3D-Grafiksoftware, Game World (Bildschirm), Quellcodes – und verbildlicht den Aufbau digitaler Welten. Die abgebildeten Quellcodes haben unter anderem die Funktion von Quellenangaben.

#### Bildbeschreibung: Die gefrorene Stadt
Die einer Kältestarre anmutende Atmosphäre im Gemälde «Die gefrorene Stadt» wird von einem gleißenden Horizontlicht durchzogen, dessen Energie sich im Zenit als halbkreisförmige Schreibe konzentriert. Um die Seefläche herum und in der Berglandschaft speist sich die Energiegewinnung aus Kohlekraftwerken und Heizöfen. Auf der linken Seite befindet sich ein Bahnhof mit Zügen, welche auf einem rechtwinklig geknickten Viadukt einfahren, während sich im Hintergrund Fahrzeuge im Formenspiel einer Großstadt abzeichnen. Ein Zug fährt hinter dem strahlenden Energiezenit durch, derweil die Fortbewegung im Bergmassiv durch einen Schnellzug und einer Lokomotive erfolgt, auf der Seefläche durch ein Dampfschiff und U-Boote. Der beobachtbare Fortschritt der Bebauung einer unberührten Landschaft ist in einer vertikalen Zeitachse auszumachen: Während im unteren Bildteil eine weitgehend von technischem Fortschritt verschonte Berg-Natur zu erkennen ist, technisiert sich die Landschaft nach oben hin zu einer futuristischen Metropole. Unterschiedliche Abstraktion zeichnet sich beim Zytglogge-Turm von Bern, dem Schloss Chillon am Genfersee, der Hofkirche, dem Bahnhof und der Verbrennungsanlage von Luzern ab. Im Vordergrund weiten sich die Alpen des Berner Oberlands, die in ungewohnter Form neu zusammengesetzt sind.

### Filmografie
Kurzfilm
- INTOXIKATION. Chemie der Illusionen, 3:27 min, (von Matthias A. K. Zimmermann & Kristina Schippling) Kurzfilm, Produktion, Regie, Editing, Animation, 2024, NYC Independent Film Festival (winner), Hollywood Gold Awards (winner), Medusa Film Festival (winner), Festival de Indie (winner) etc.[8][9]

## Museen

### Ausstellungen
- Aargauer Kunsthaus, Schweiz: Auswahl 11, 2011
- Kunstmuseum Luzern, Schweiz: Jahresausstellung, 2011
- Computerspielemuseum Berlin, Deutschland: Modell-Welten – Gemälde von Matthias Zimmermann, 2013
- Computerspielemuseum Berlin/Stiftung Digitale Spielekultur, Deutschland: Supersample – Pixels at an Exhibition, 2015[10]
- Museet for Religiøs Kunst, Dänemark: Vokseværk, 2015
- Museumsquartier St. Annen/Landeshaus Kiel, Deutschland: KunSt aktuell im LandesHaus, 2015[11]
- Ludwig Museum, Deutschland: Matthias Zimmermann – Vom Video Game zur Apokalypse, 2016[12]
- Ludwig Museum, Deutschland: The Known and the Unknown, 2019[13]
- Aargauer Kunsthaus, Schweiz: Auswahl 19, 2019
- Museum Bruder Klaus Sachseln, Schweiz: Weltenmachen – von Miniatur bis Monumental, 2020[14]

### Inventarisierung
Werke von Matthias A. K. Zimmermann befinden sich im festen Bestand folgender Museen und Kulturinstitutionen:
- Aargauer Kunsthaus, Schweiz
- Buchheim Museum der Phantasie, Deutschland
- Computerspielemuseum Berlin, Deutschland
- Computermuseum Kiel, Deutschland
- Deutsches Spielzeugmuseum, Deutschland
- Kunsthalle Göppingen, Deutschland
- Ludwig Museum, Deutschland
- MoFA – Florida State University / Museum of Fine Arts, USA
- Museum Bruder Klaus Sachseln, Schweiz
- Museum für Kommunikation Frankfurt, Deutschland
- Museet for Religiøs Kunst, Dänemark
- Museumsquartier St. Annen, Deutschland
- Museum für aktuelle Kunst – Sammlung Hurrle, Deutschland
- Odysseum, Deutschland
- Technisches Museum Wien, Österreich
- Tucson Museum of Art and Historic Block, USA
- Institut für Musikwissenschaft, Universität Innsbruck[15]

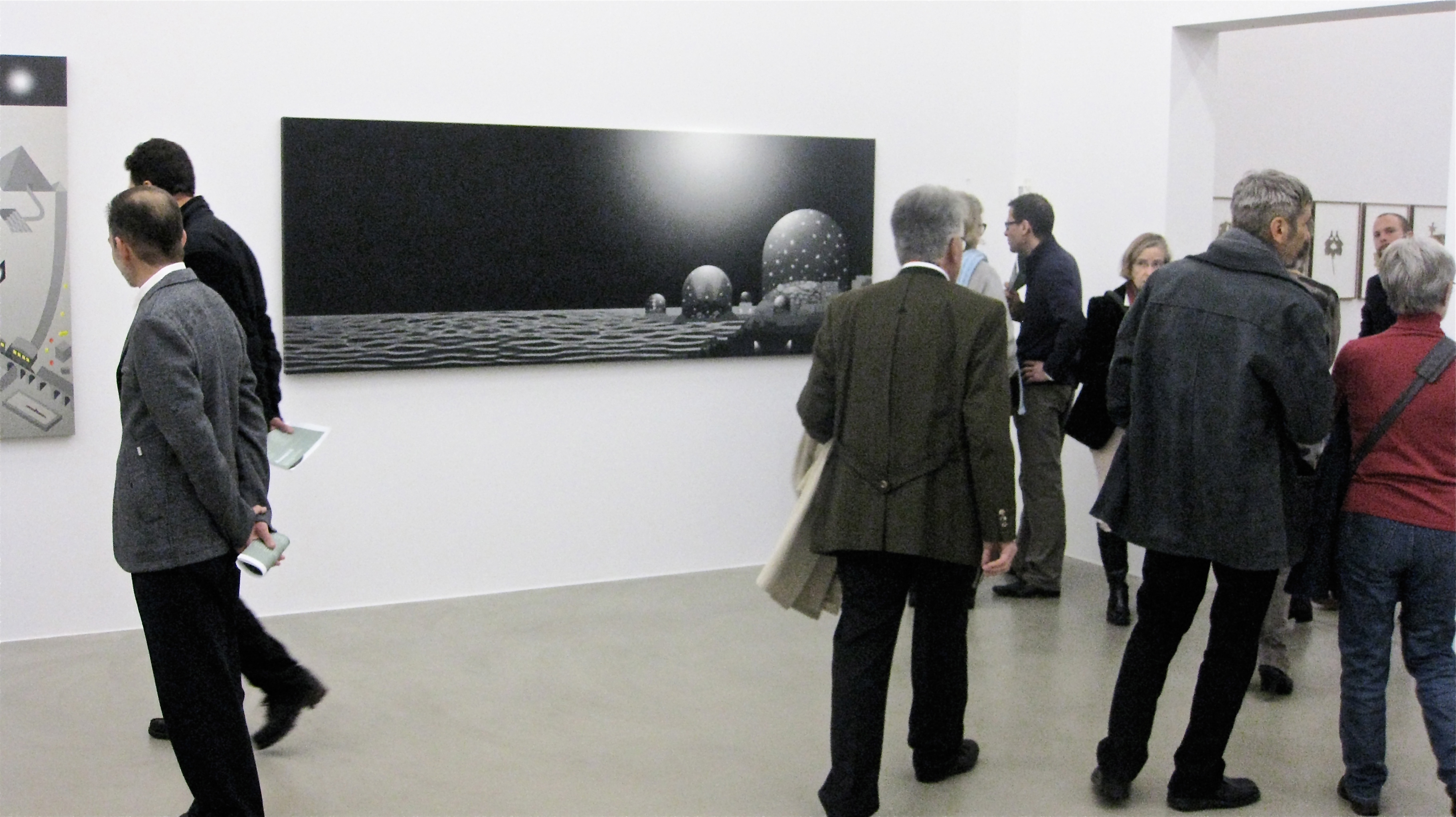
Aargauer Kunsthaus
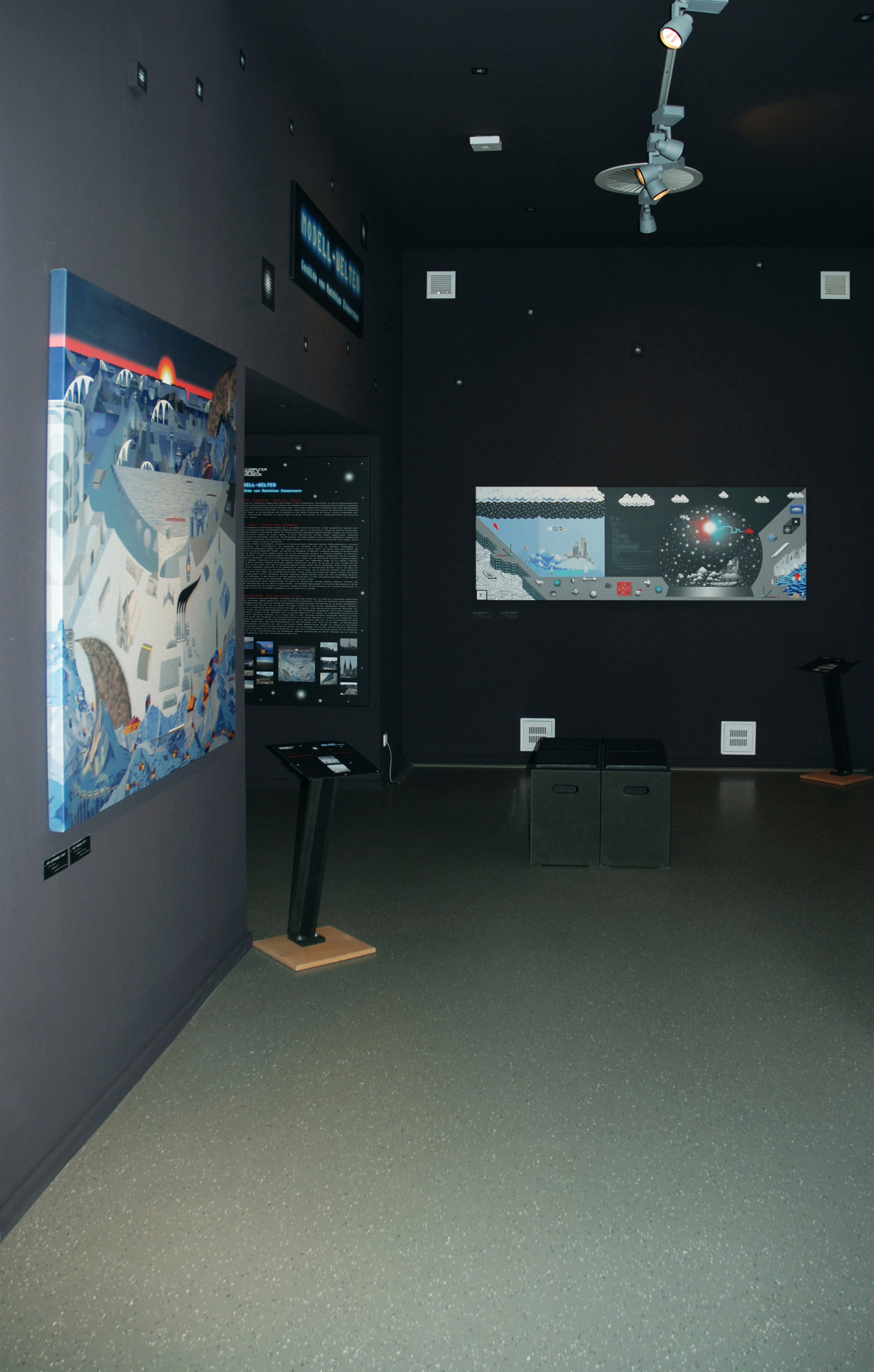
Computerspielemuseum Berlin
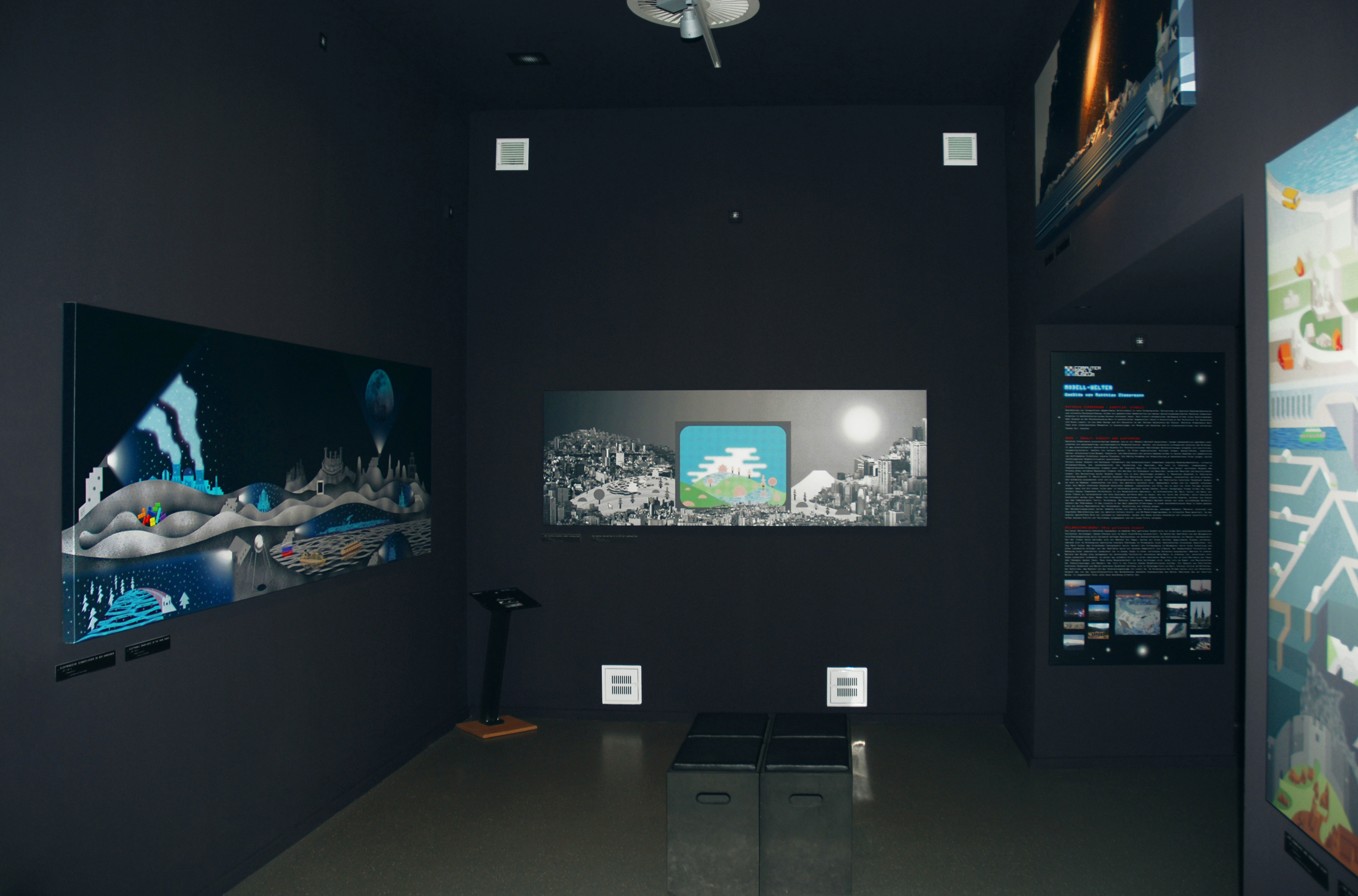
Computerspielemuseum Berlin
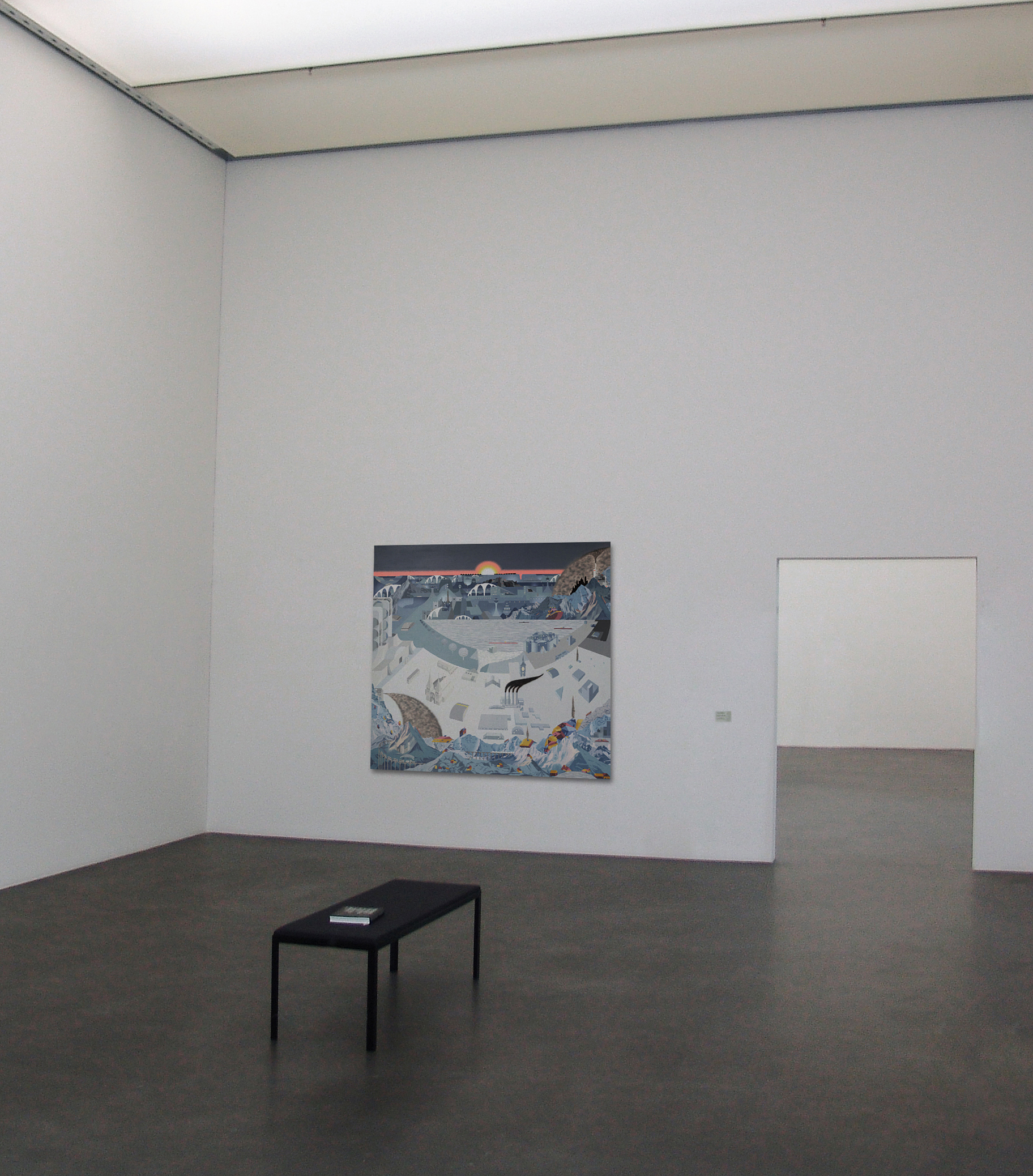
Kunstmuseum Luzern

## Publikationen
- ARD/Reload, Fernsehpublikation: Videospielekunst, 7. Oktober 2014[17]
- Universität Heidelberg/Publikationsplattform Kunstgeschichte, René Stettler: diverse wissenschaftliche Essays[18]
- Berliner Gazette – Kultur, Politik und Digitales: diverse Autoren[19]
- Language at Play – Wissenschaftsmagazin, Christian Huberts: Die Remedialisierung prozeduraler Atmosphäre zu statischen Gemälden[20]
- Neue Zürcher Zeitung, Gerhard Mack: Digitale Welt – Maler nutzen den virtuellen Raum[21]
- Basler Zeitung, Graziella Kuhn: Pixel auf Leinwand[22]
- Neue Luzerner Zeitung, Urs Bugmann: Eine Welt in extremer Künstlichkeit[23]
- Neue Luzerner Zeitung, Urs Bugmann: Bilder, perfekt wie aus dem Computerspiel[24]
- 20 Minuten, Jan Graber: Wenn «Mario» und «Tetris» im Museum hängen[25]
- Winzavod, Moscow: «Модельные миры»_Маттиас Циммерманн[26]
- The Village, Moscow: В галерее «11.12» открывается выставка Маттиаса Циммермана[27]
- Schweizer Botschaft in Moskau: Moscow. Matthias Zimmermann at Winzavod[28]
- EA Blog für digitale Spielkultur, Martin Lorber: Game Art – Kunst und digitale Spiele: Die Raummaschine von Matthias A. K. Zimmermann[29]
- GamesArt, Davis Schrapel: Diverse Artikel[30]